# Ana Veselinović
Ana Veselinović (ur. 22 lutego 1988 w Hercegu Novim) – czarnogórska tenisistka do 2013 roku grająca dla Serbii, reprezentantka Czarnogóry w Pucharze Federacji.

## Kariera tenisowa
W karierze wygrała sześć turniejów singlowych i trzydzieści jeden deblowych rangi ITF. 10 września 2007 zajmowała najwyższe miejsce w rankingu singlowym WTA Tour – 329. pozycję, natomiast 6 sierpnia 2018 osiągnęła najwyższą lokatę w deblu – 172. miejsce.
Jej trenerem był m.in. Igor Tomasevic w latach 2013–2019.
Veselinović zdobywała tytuły mistrzyni Serbii i Czarnogóry w kategorii kobiet oraz do lat 18. Do 2013 roku brała udział w zawodach jako reprezentantka Serbii. Od tego samego roku grała pod flagą Czarnogóry.
W 2013 roku po raz pierwszy reprezentowała Czarnogórę w zmaganiach o Puchar Federacji. Rozegrała łącznie dziewięć meczów, wygrywając w sześciu z nich.
W 2019 roku zakończyła karierę zawodową.

## Wygrane turnieje rangi ITF
| turnieje z pulą nagród 100 000 $ |
| turnieje z pulą nagród 80 000 $  |
| turnieje z pulą nagród 60 000 $  |
| turnieje z pulą nagród 25 000 $  |
| turnieje z pulą nagród 15 000 $  |
| turnieje z pulą nagród 10 000 $  |

### Gra pojedyncza
|    | Data       | Turniej        | Naw.    | Przeciwniczka    | Wynik         |
| 1. | 01/10/2006 | Podgorica      | Ceglana | Dia Ewtimowa     | 6:4, 7:5      |
| 2. | 08/07/2007 | Prokuplje      | Ceglana | Klaudia Boczová  | 6:4, 6:3      |
| 3. | 28/07/2007 | Calgary        | Twarda  | Sharon Fichman   | 6:2, 6:1      |
| 4. | 05/05/2013 | Szarm el-Szejk | Twarda  | Klaartje Liebens | 6:2, 6:3      |
| 5. | 23/02/2014 | Szarm el-Szejk | Twarda  | Barbara Haas     | 7:5, 5:7, 6:3 |
| 6. | 10/07/2016 | Buca           | Twarda  | Aymet Uzcátegui  | 6:3, 6:4      |